# Langkawi

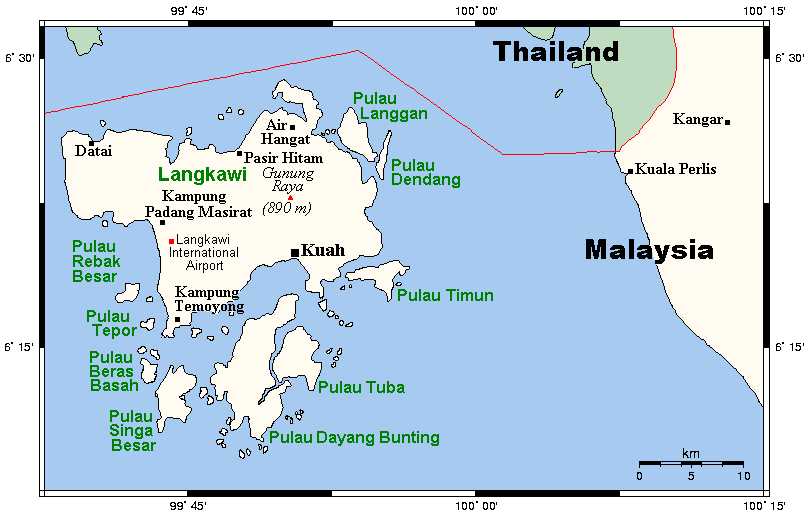
Wyspy Langkawi

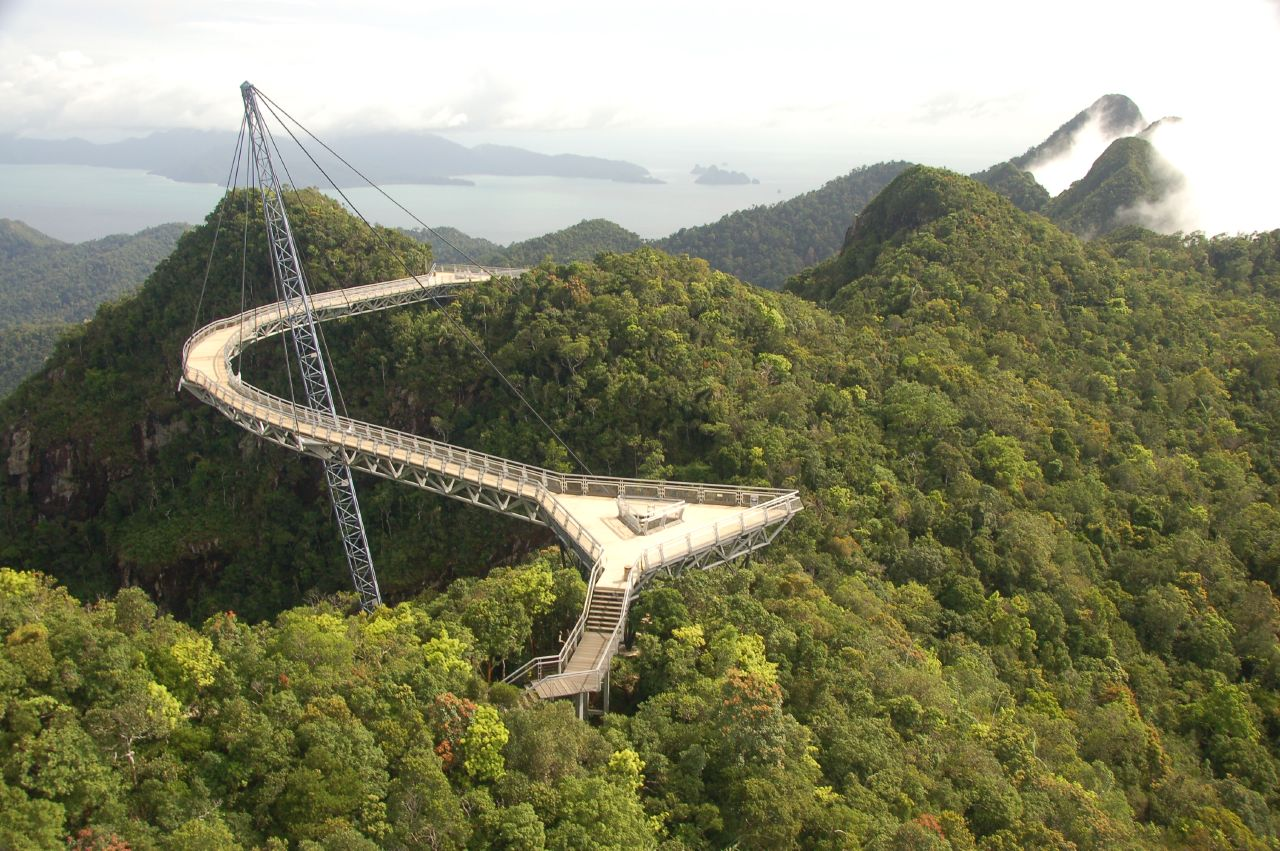
Most Langkawi Sky Bridge

Langkawi – archipelag na Morzu Andamańskim, w odległości 30 km na zachód od północnej części Półwyspu Malajskiego. Składa się ze 104 wysp, z których największą jest wyspa Langkawi, z głównym miastem Kuah. Administracyjnie archipelag stanowi część malezyjskiego stanu Kedah, graniczącego z Tajlandią. Od lat 80 XX w. rozwijana infrastruktura turystyczna.